# Museo Arqueológico Regional de Centuripe
El Museo Arqueológico Regional de Centuripe muestra la mayor colección de hallazgos arqueológicos romanos en el interior de Sicilia, y se encuentra en la ciudad de Centuripe, cerca del Templo de los Agustales y otros sitios arqueológicos. Depende del Polo Regional de Piazza Armerina, Aidone y Enna de la Superintendencia para el patrimonio cultural y ambiental de Enna.

## Historia
Tras las campañas de excavación de principios del siglo XX, en los años veinte, el municipio de Centuripe reunió una serie de artefactos (aunque carecían de referencias contextuales precisas) y algunos se obtuvieron de la primera investigación arqueológica realizada por la Universidad de Catania. ordenó una colección de artefactos que constituyen su propio "Museo Cívico". Las colecciones se guardaron en la antigua sede del edificio municipal. 
En 1956, la administración municipal dirigida por el alcalde Scarlata aprobó un proyecto para la construcción de un museo en una posición panorámica hacia el monte Etna y el valle de Simeto. El trabajo, sin embargo, avanzó lentamente, deteniéndose finalmente durante muchos años hasta los años ochenta del siglo veinte. Un nuevo proyecto desarrollado por el arquitecto Franco Minissi puso en marcha el proceso constructivo que, una vez más, duró mucho tiempo. Al final de las obras, el material de la colección encontró un nuevo arreglo más adecuado a la importancia de la colección de arte en el nuevo edificio grande que se inauguró en diciembre de 2000. 
Las colecciones del antiguo museo cívico se han integrado con los hallazgos proporcionados por las excavaciones realizadas desde 1968 por la Superintendencia para el Patrimonio Cultural. Sin embargo, una gran cantidad de artefactos y una gran parte del coroplástico centuripino permanecen en el Museo Arqueológico Regional Paolo Orsi en Siracusa. 
El museo presenta la historia de la ciudad desde tiempos remotos hasta su destrucción con cerca de 3000 artefactos.

## Estructura del museo
Los espacios utilizados son en diferentes niveles. 
Piso 1
El plan documenta los sitios de vivienda, actividades económicas, hallazgos con importantes esculturas romanas. Además, la terracota local del período helenístico con máscaras y estatuas que expresan el alto nivel técnico alcanzado y el tipo original de formas y temas. El espacio central está destinado al complejo Augusteum. Una estatua helenística refinada de Musa (época II a. C.-I d. C.) (de la colección municipal descontextualizada) Una cabeza colosal del emperador Adriano (siglo II) encontrada en el distrito de Difesa. Esculturas del edificio Augustali, que representan a miembros de la familia imperial y emperadores. Un excepcional torso de mármol loricato, probablemente por Augusto del Augusteum. Estatua femenina sin cabeza con ropa que envuelve el cuerpo con cortinas artificiales. Es interesante la presencia de algunos Columbaria cuya presencia en Sicilia está tradicionalmente limitada, mientras que en Centuripe se encuentran en gran cantidad y en el museo algunos están expuestos. Los Columbaria llevan el nombre del difunto y generalmente se encontraron en la tumba familiar. 
Entresuelo
Material de la vieja colección municipal sin datos de excavación. Repertorio de falsificaciones, de materiales excavados ilegalmente y recuperados. 
Piso 2
Material de Necrópolis, equipamiento funerario, exposición de los ritos y costumbres de la época. 
Piso 3
Este piso está utilizado para exposiciones temporales.

## Galerìa de fotos del Museo

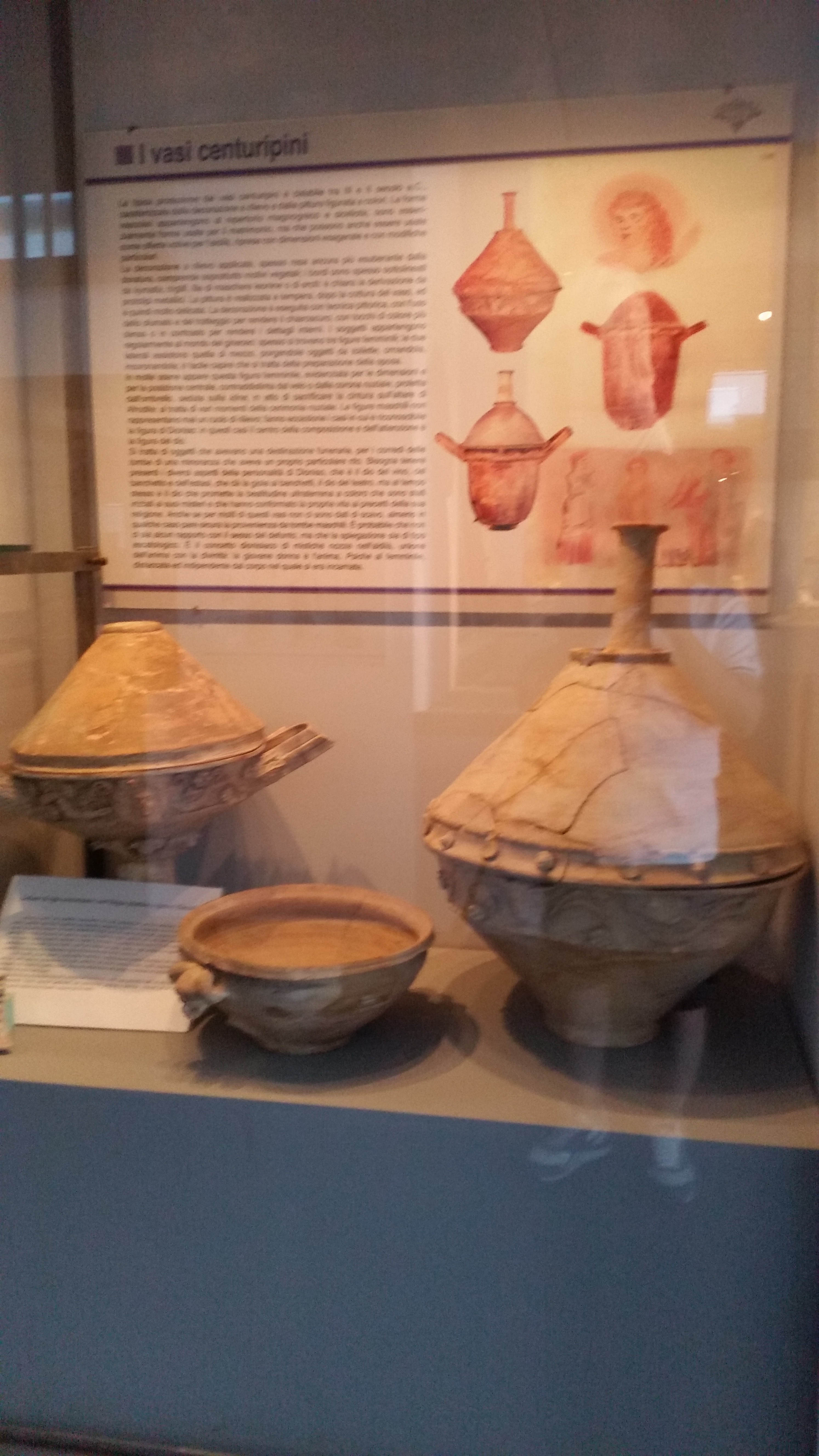
Lecánides y cráteras de Centuripe.
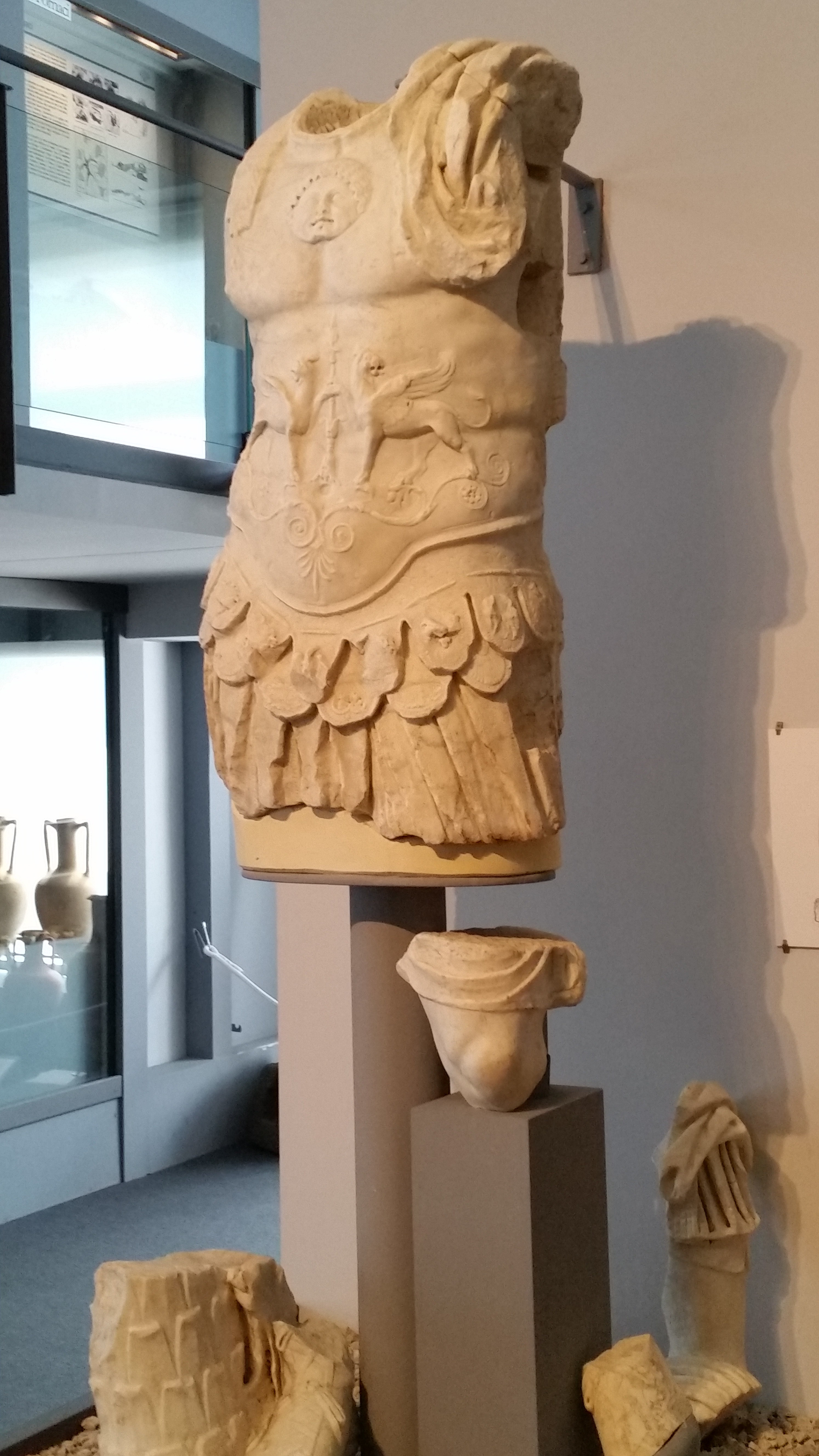
Busto sin cabeza de Augusto.
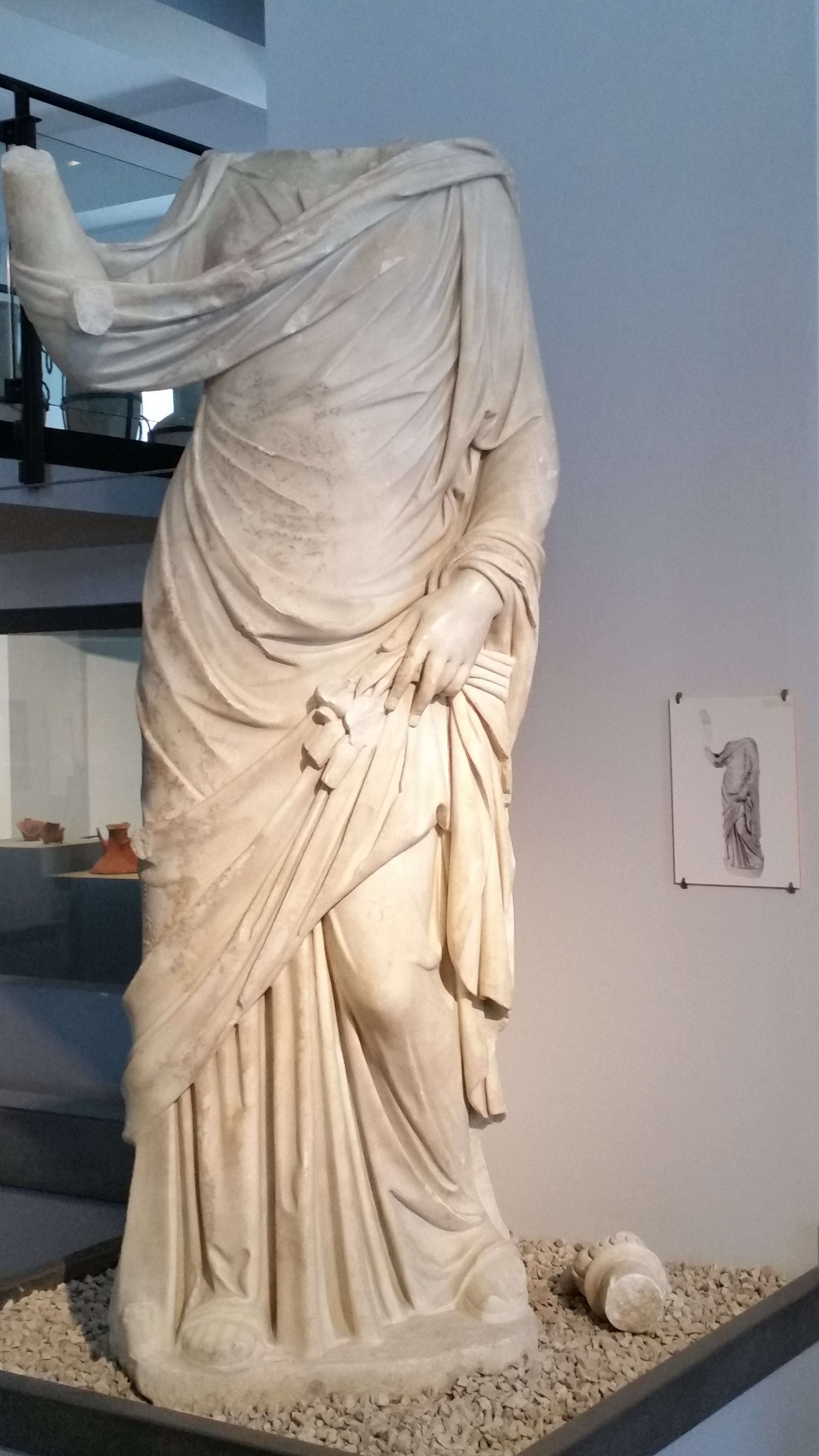
Estatua de mujer sin cabeza.
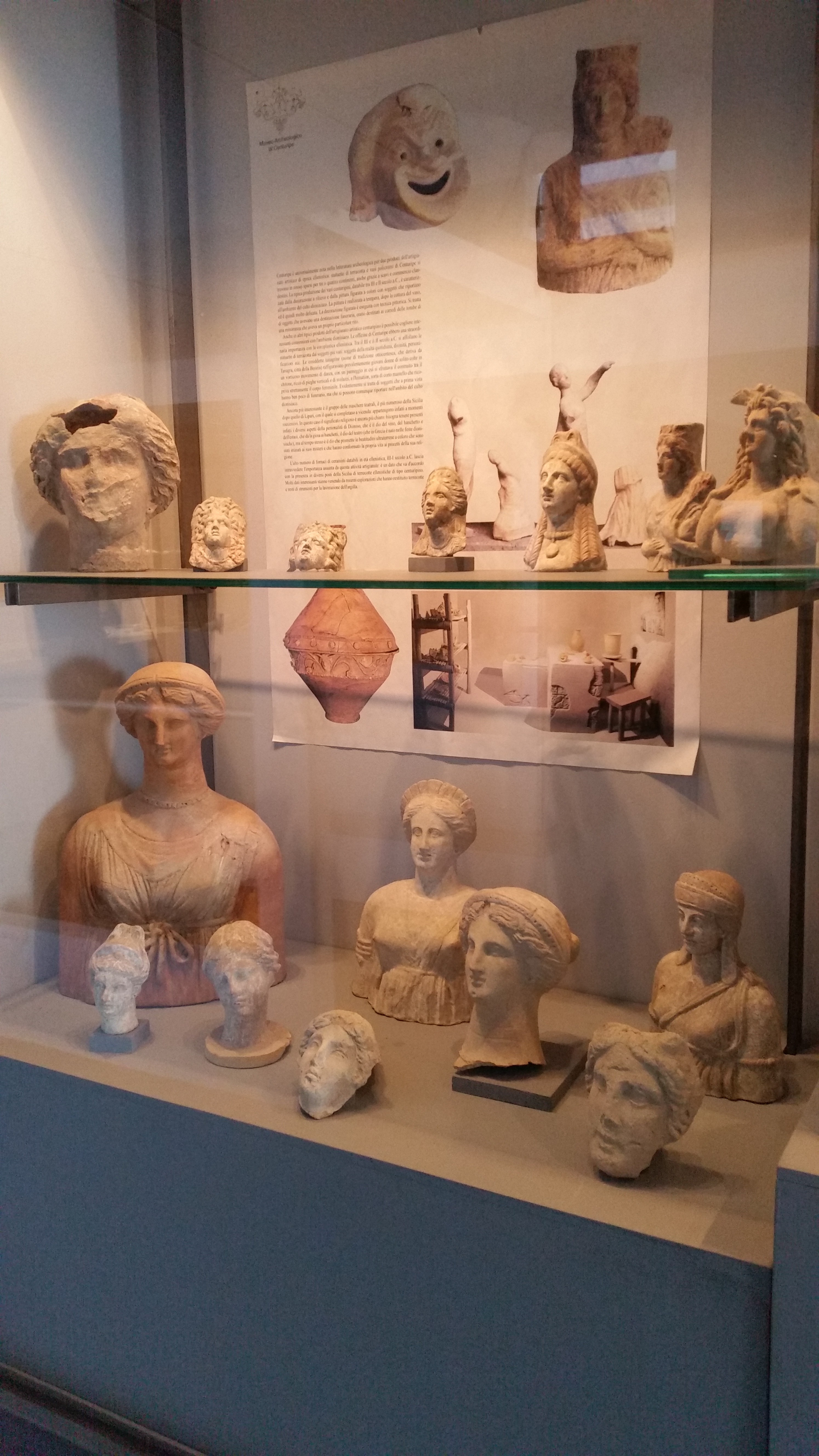
Decoracciones funerarias.
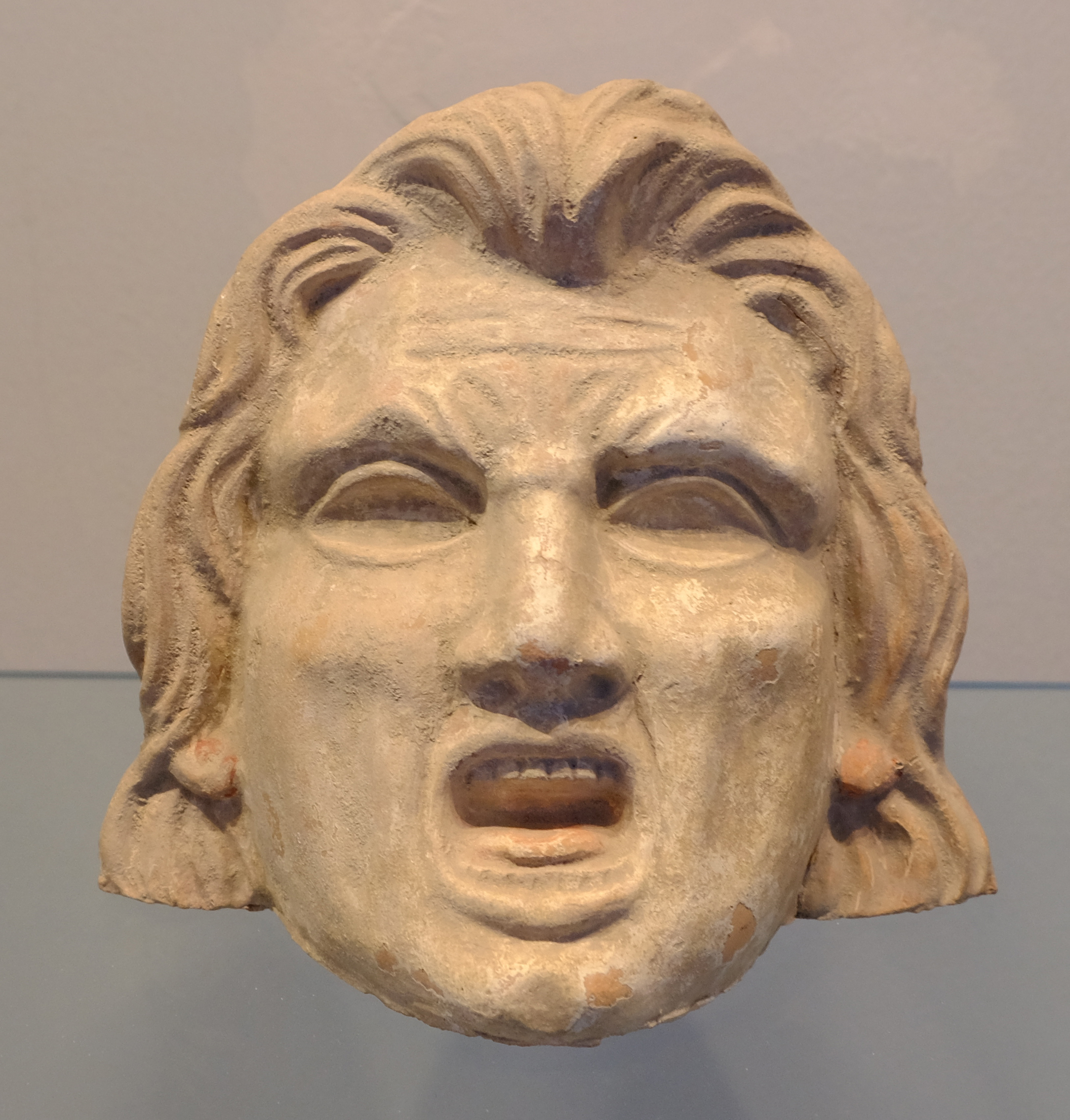
Máscara de estilo centuripino.
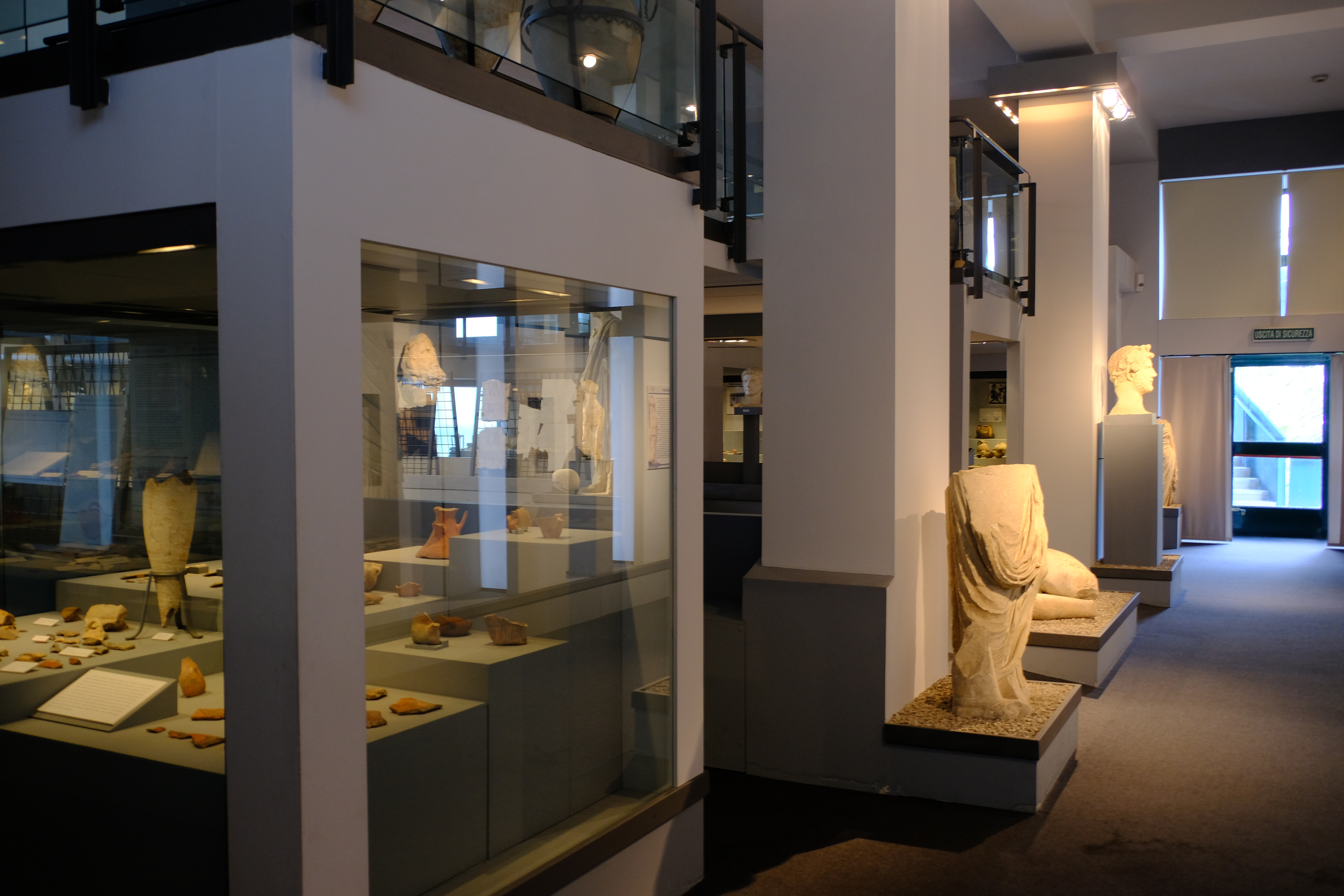
Sala del Museo.
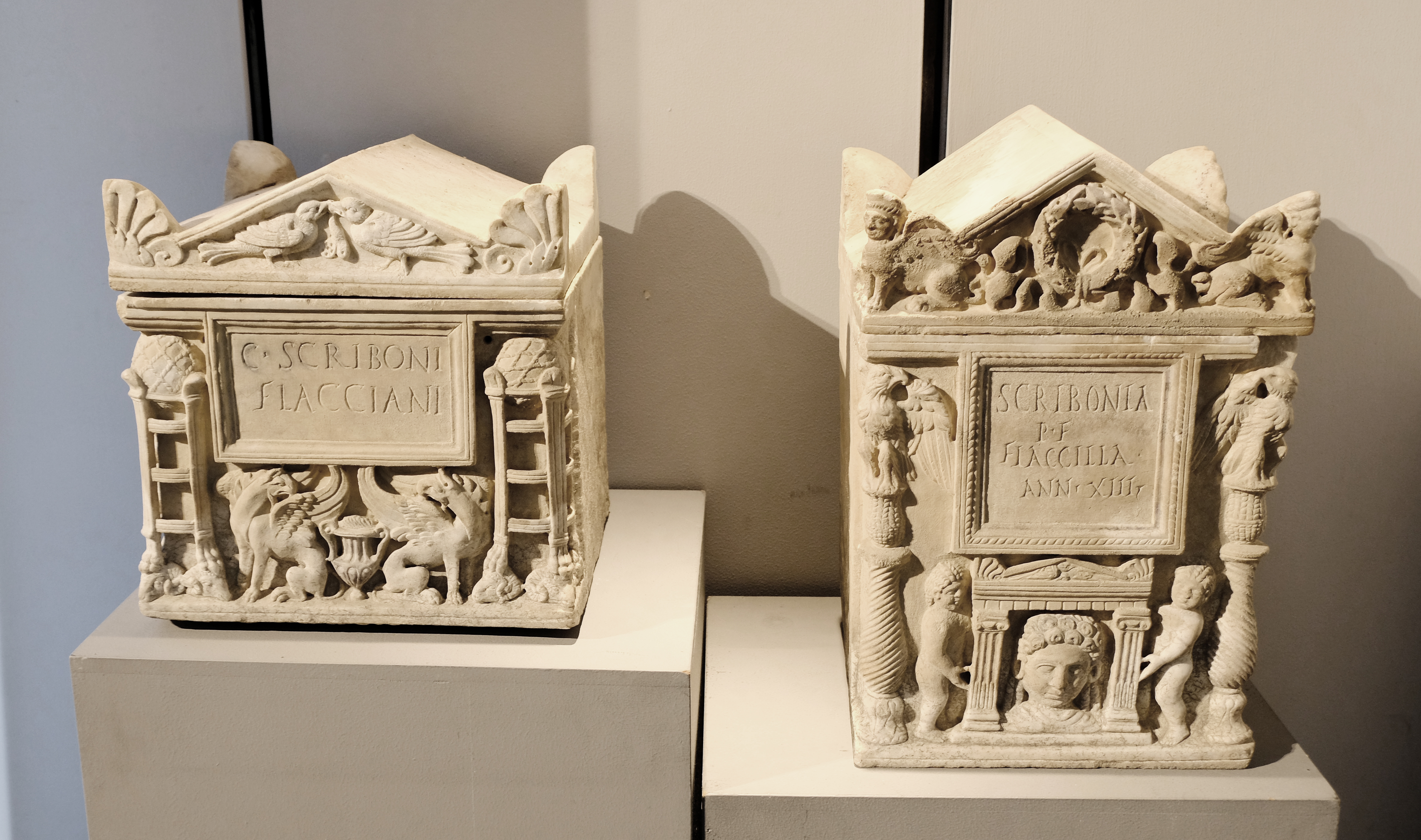
Columbaria de Centuripe.
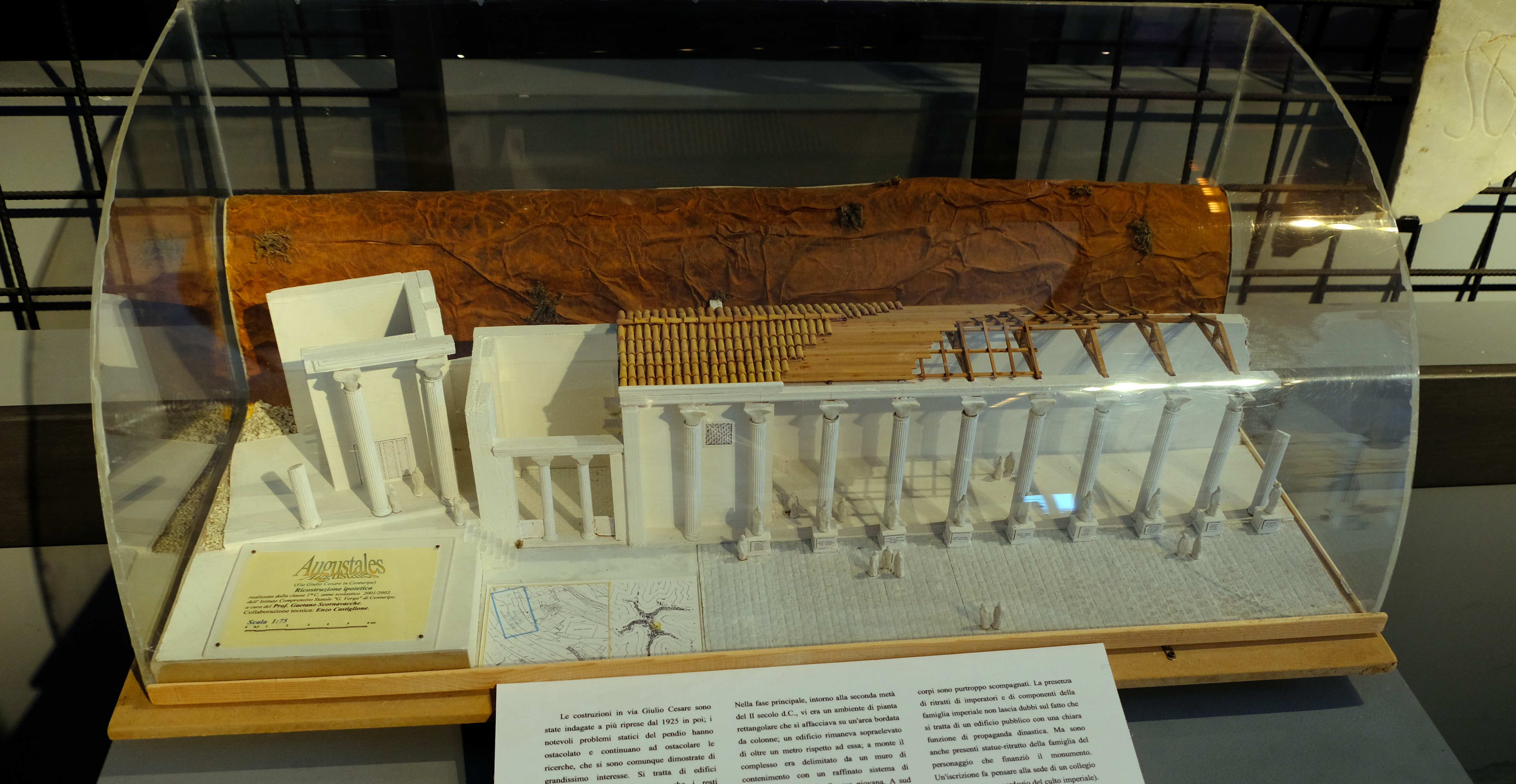
Reconstrucción del complejo de Augusto.
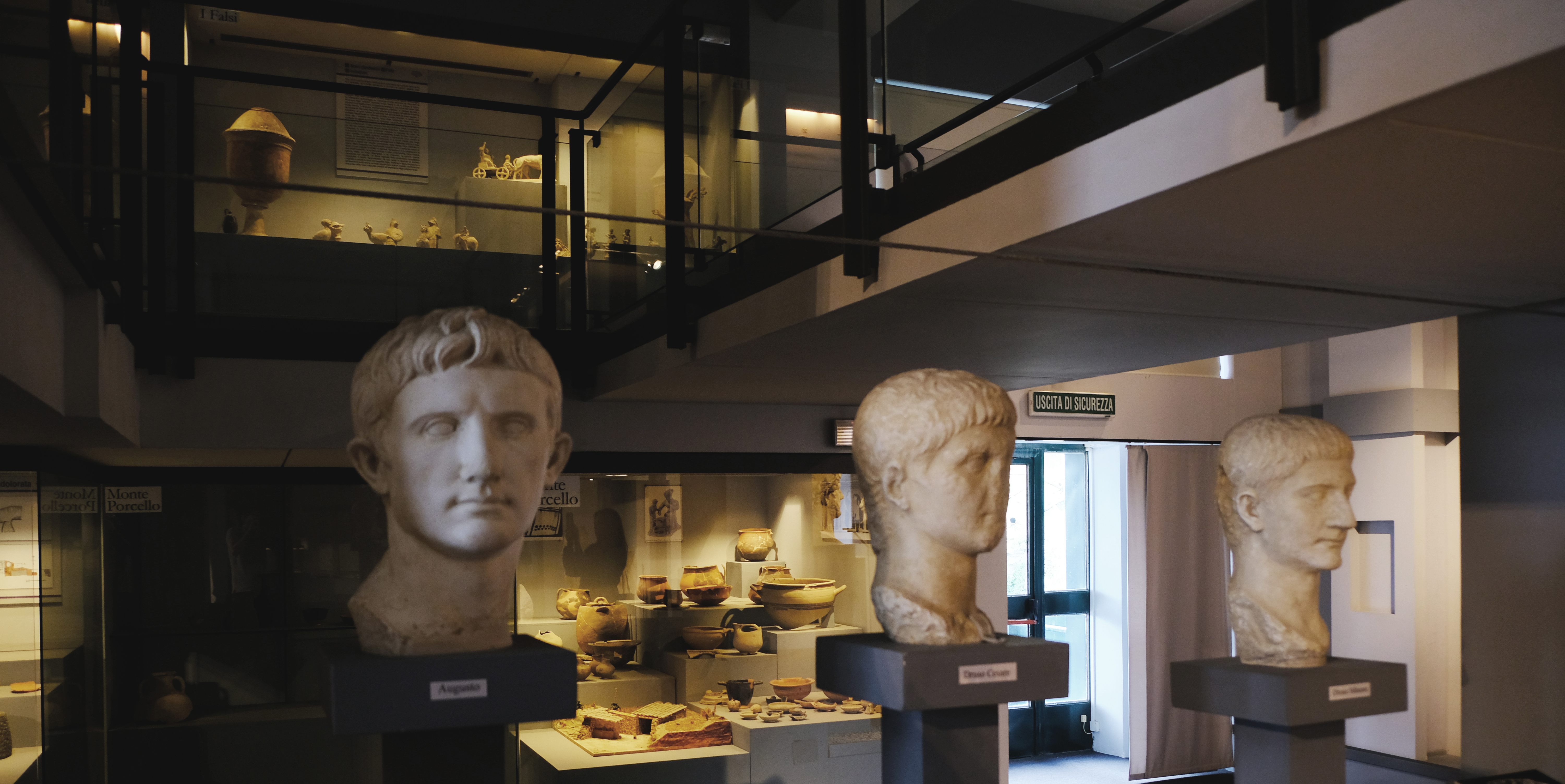
Otra sala del Museo.

## Artículos relacionados
- Museo Arqueológico de Aidone